# Faillite personnelle
Pour l'épisode de série télévisée, voir Père et Maire#Épisode 7 : Faillite personnelle.

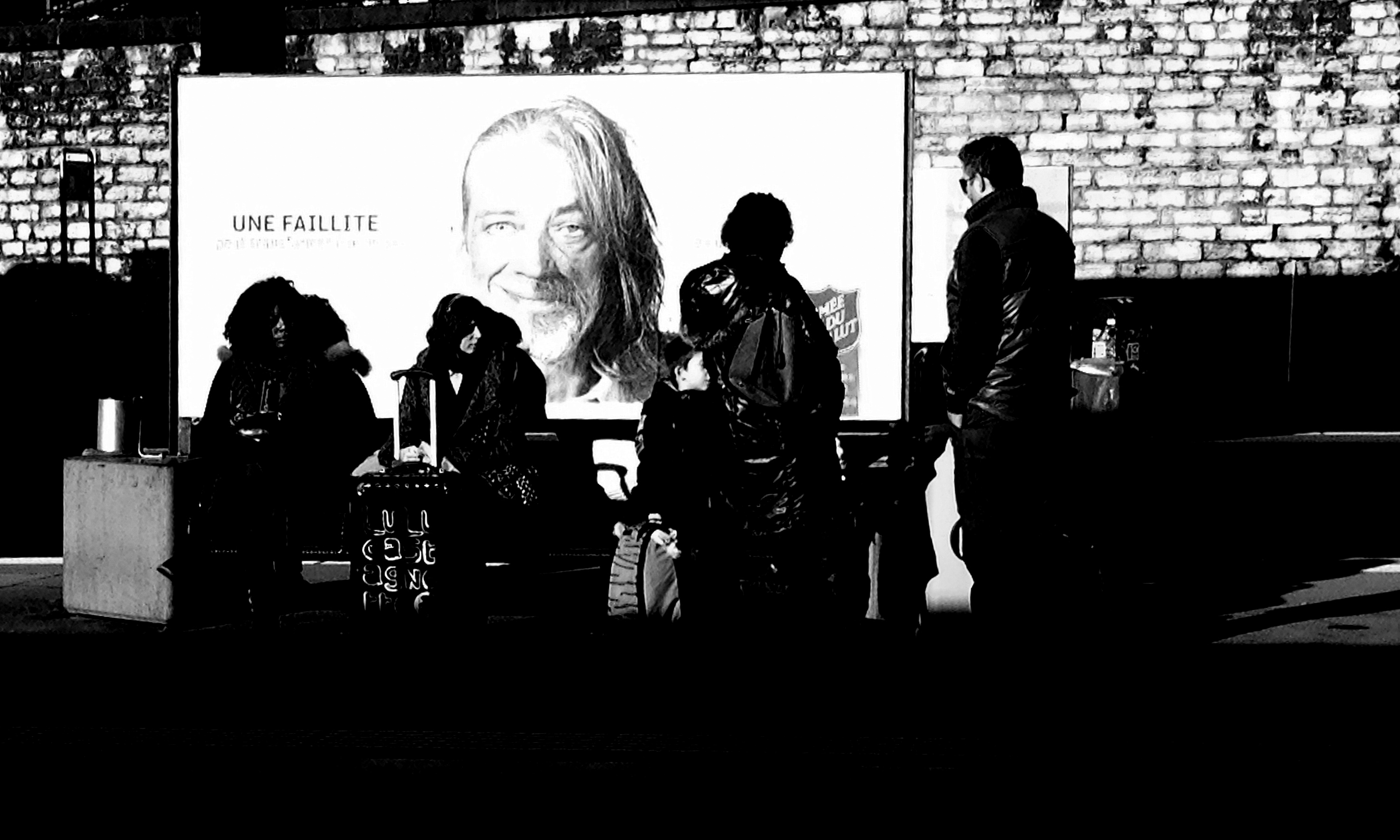
Faillite selon l'Armée du Salut, 2011.

La faillite personnelle est une procédure qui existe dans plusieurs pays à des niveaux plus ou moins développés. 

## Présentation
À un instant de sa vie, chaque individu peut pour différentes causes (faillite d'entreprise, krach, divorce, maladie, escroquerie majeure) se retrouver non seulement incapable de rembourser ses dettes mais aussi sans aucun espoir de pouvoir s'en sortir financièrement et de retrouver une situation tolérable. 
Pour ces personnes, un certain nombre de pays ont mis en place des procédures sociales dites de faillite personnelle ou de redressement social, toujours assorties d'une mise sous tutelle économique. Ce système se retrouve dans les sociétés économiquement développées, où le crédit est facile et où l'initiative économique est favorisée. 

## EnFrance

### Faillite personnelle
Définie à l'article L653-1 et suivants du Code de commerce, la faillite personnelle est une disposition qui vise, lorsqu'une entreprise est en redressement ou liquidation judiciaire, à sanctionner ses dirigeants lorsque ceux-ci ont commis des faits constitutifs de fautes de gestion (détournement d'actifs, paiement malgré cessation de paiements, poursuite abusive d'une exploitation déficitaire, comptabilité fictive, etc.) en leur interdisant de diriger ou gérer une entreprise.
Il existe par ailleurs une procédure de faillite personnelle pour les personnes physiques spécifique aux habitants de l’Alsace-Moselle en vertu d'une loi allemande du 10 février 1877, toujours en vigueur en application du droit local en Alsace et en Moselle. Ce régime historique coexiste avec le rétablissement personnel.

### Rétablissement personnel
Cette procédure est déclenchée dans le cadre d'une procédure de surendettement. Elle permet à une personne non commerçant ou artisan,  ni n'exerçant une profession libérale ou auto-entrepreneur d'obtenir de la commission de surendettement l'effacement de ses dettes exigibles ou à échoir. La commission après avoir estimé que la situation est irrémédiablement compromise, saisit le juge du surendettement (un tribunal d'instance par département).
Il existe deux types de procédures de rétablissement personnel : le plus fréquent est celui où le débiteur ne détient aucun patrimoine de valeur et la procédure a lieu sans liquidation judiciaire et celui où le débiteur en détient un auquel cas il s'agit d'une procédure avec liquidation judiciaire qui requiert l'accord préalable du débiteur. Si le produit de la vente est insuffisant pour payer les créanciers, le juge prononce alors la clôture de la procédure pour insuffisance d'actifs ce qui entraine aussi l’effacement des dettes à l'exception de celles dont le prix a été payé par une caution ou un coobligé. Les créanciers ne peuvent plus entreprendre d'action en recouvrement complémentaire. Le juge peut ordonner également des mesures de suivi social. Cette procédure entraine une inscription, pour cinq ans, au fichier national des incidents de remboursement des crédits aux particuliers (FICP).

### Procédure de surendettement
Après avoir tenté sans succès de négocier avec ses créanciers, une personne peut obtenir le réaménagement de ses remboursements et même l'allègement de ses dettes. Cette procédure est ouverte à ceux qui n'arrivent plus à faire face à l'ensemble de leurs dettes non professionnelles (dettes de crédits, loyers, dettes fiscales...). Un dossier doit être déposé auprès de la commission de surendettement compétente pour le département de résidence. En cas de refus de prise en compte, un appel peut être déposé auprès du tribunal d'instance. Après admission de la recevabilité du dossier, la commission oriente ce dernier :
- soit vers un plan conventionnel de redressement négocié avec les créanciers et prévoyant l'aménagement des dettes (étalement dans le temps, report d'échéances, réduction des taux d'intérêt...) et le montant qu'il doit rester pour vivre après le remboursement, lequel ne peut être inférieur au revenu de solidarité active (RSA) ;
- soit, en cas d'échec de la mise en place d'un plan conventionnel de redressement, vers des mesures imposées ou recommandées soumises à l'homologation du juge du surendettement ayant la même nature que dans les plans conventionnels ;
- ou vers une suspension de l'exigibilité des créances ne pouvant excéder 24 mois ni être répétée une deuxième fois, lorsque la capacité de remboursement est négative en raison d'une cause passagère (chômage, maladie, séparation..) ;
- ou vers une procédure de redressement personnel.

## EnSuisse
Le débiteur peut lui-même requérir sa faillite en se déclarant insolvable en justice (art. 191 al. 1 LP). Lorsque toute possibilité de règlement amiable des dettes selon les art. 333 ss LP est exclue, le juge prononce la faillite (art. 191 al. 2 LP).
La faillite est prononcée par le juge de la faillite compétent. A Neuchâtel, les tribunaux de district sont compétents. Le jugement de faillite est ultérieurement transmis à l’office des faillites qui gérera généralement cette dernière. Une administration spéciale peut aussi être désignée par les créanciers. Toutes les publications légales en rapport avec la faillite sont introduites dans la Feuille officielle suisse du commerce (FOSC) et dans la Feuille officielle de la République et Canton de Neuchâtel (FOC).

## EnBelgique
Selon que la personne a ou non la qualité de commerçant, différentes législations s'appliquent. Elles ont toutes pour effet, pendant leur cours, de suspendre les possibilités de saisie par les créanciers.

### Commerçants
Pour les sociétés et les personnes physiques qui sont commerçantes, deux procédures existent :
- la Loi du 31 janvier 2009 relative à la continuité des entreprises qui prévoit une variété de procédures et de mesures visant à assurer la continuité des entreprises. Au sein de chaque Tribunal de commerce, sous la direction d'un juge, il y a des chambres d'enquête commerciale qui suivent la situation des débiteurs en difficulté en vue de favoriser la continuité de leur entreprise ou de leurs activités et d'assurer la protection des droits des créanciers. Lorsque le juge estime que la continuité de l'entreprise d'un débiteur est menacée, il peut appeler et entendre le débiteur afin d'obtenir toute information relative à l'état de ses affaires et au sujet des mesures de réorganisation éventuelles. S'il ressort de l'examen de la situation du débiteur que ce dernier est en état de faillite, la chambre d'enquête commerciale peut communiquer le dossier au procureur du Roi. Lorsque le débiteur le demande, le président du tribunal peut désigner un médiateur d'entreprise, en vue de faciliter la réorganisation de l'entreprise. Le débiteur peut proposer à tous ses créanciers ou à deux ou plusieurs d'entre eux un accord amiable en vue de l'assainissement de sa situation financière ou de la réorganisation de son entreprise. La procédure de réorganisation judiciaire a pour but de préserver, sous le contrôle du juge, la continuité de tout ou partie de l'entreprise en difficulté ou de ses activités. Elle permet d'accorder un sursis au débiteur en vue : soit de permettre la conclusion d'un accord amiable ; soit d'obtenir l'accord des créanciers sur un plan de réorganisation ; soit de permettre le transfert sous autorité de justice, à un ou plusieurs tiers, de tout ou partie de l'entreprise ou de ses activités. Cette procédure est ouverte à toute entreprise commerciale qui le demande et dont la continuité est menacée à bref délai ou à terme.
- la Loi du 8 août 1997 sur les faillites. Tout commerçant qui a cessé ses paiements de manière persistante et dont le crédit se trouve ébranlé est en état de faillite. Tout commerçant est tenu, dans le mois de la cessation de ses paiements, d'en faire l'aveu au greffe du tribunal compétent.

### Non commerçants
Toute personne physique qui n'a pas la qualité de commerçant peut, si elle n'est pas en état, de manière durable, de payer ses dettes et si elle n'a pas manifestement organisé son insolvabilité, introduire devant le juge une requête visant à obtenir un règlement collectif de dettes. Si cette personne a eu autrefois la qualité de commerçant, elle ne peut introduire cette requête que six mois au moins après la cessation de son commerce ou, si elle a été déclarée en faillite, après la clôture de la faillite.
La procédure est prévue par le titre IV de la cinquième partie du code judiciaire. Le débiteur propose à ses créanciers de conclure un plan de règlement amiable par la voie d'un règlement collectif de dettes, sous le contrôle du juge. Si aucun accord n'est atteint quant à ce plan de règlement amiable, le juge peut imposer un plan de règlement judiciaire. Le plan de règlement a pour objet de rétablir la situation financière du débiteur, en lui permettant notamment dans la mesure du possible de payer ses dettes et en lui garantissant simultanément ainsi qu'à sa famille, qu'ils pourront mener une vie conforme à la dignité humaine.

## AuCanada
Il n'est possible de déclarer une faillite que par l’intermédiaire d’un syndic, c’est-à-dire une personne (morale ou physique) titulaire d’une licence du Bureau du surintendant des faillites. Le syndic est chargé d'administrer la procédure de faillite. Une fois la faillite déclarée, le failli doit faire la liste de son patrimoine et la déposer au séquestre. Ce patrimoine est alors vérifié et la liste amendée si nécessaire par le syndic.

### Biens insaisissables au Canada
Par contre, certains biens ne peuvent pas faire l’objet d’une saisie. Selon l’article 67 de la Loi sur la faillite et l'insolvabilité, ces biens sont :
- les biens détenus en fiducie par le failli pour le compte d’une autre personne ;
- les biens exempts selon la législation provinciale ;
- les chèques de TPS (sous certaines conditions) ;
- les crédits d’allocation familiale ;
- les REER (à l’exception des cotisations effectuées au régime dans les douze mois précédant la date de la faillite).

### Biens insaisissables auQuébec
L’article 694 du Code de procédure civile du Québec établit que les biens suivants sont également insaisissables :
- les meubles garnissant la résidence principale du failli, jusqu’à concurrence d’une valeur de 6 000 $ ;
- les vêtements, la nourriture et les autres articles essentiels à la vie des résidents du domicile ;
- les outils de travail nécessaires pour la pratique d’une activité commerciale.

### Biens insaisissables enOntario
L’Ontario dispose également de règles particulières en matière de biens insaisissable. Le chapitre 2 de la Loi sur l’exécution forcée en fait l’énumération :
- les meubles garnissant la résidence principale du failli, jusqu’à concurrence d’une valeur de 10 000 $ ;
- les vêtements, la nourriture et les autres articles essentiels à la vie des résidents du domicile, jusqu’à concurrence de 5 000 $ ;
- les outils de travail nécessaires pour la pratique d’une activité commerciale jusqu’à concurrence de 10 000 $ (dans le cas d’un agriculteur, les outils et le bétail est exempt jusqu’à concurrence de 25 000 $) ;
- un véhicule automobile dont la valeur n’excède pas 5 000 $.

Le syndic procède ensuite à la mise en vente des bien à l'encan (aux enchères) et paie les créanciers dans l'ordre établi par la loi sur la faillite et l'insolvabilité. À la fin de la procédure, le failli est libéré. Il bénéficie d'un nouveau départ.
Toutefois, certaines dettes ne sont pas effacées notamment : les dettes de nature pénale, les dettes pour pension alimentaire, les dettes ou obligations résultant de la fraude et les dettes ou obligations relatives à des biens obtenus sous de fausses déclarations
Une faillite est inscrite au dossier de crédit d'une personne et porte préjudice à sa cote de crédit (credit score) l'empêchant notamment de souscrire un prêt à un taux intéressant voire de souscrire un prêt tout simplement.

## EnAllemagne
La loi du 1er janvier 1999 — avec modification concernant les charges de la procédure (22 août 2007) — a pour objectif d'aider des personnes surendettées à redémarrer leur vie. Après une période de bon comportement d'au moins 6 ans, le débiteur est libéré de l'obligation de rembourser le reste de la dette.

### Conditions
Ce processus peut être engagé par des consommateurs et des petits entrepreneurs s'ils ont moins de 20 créanciers et aucune obligation résultant des contrats de travail.

### Principes
Si possible, la procédure cherche à trouver un accord amiable avec les créanciers pour rembourser le plus haut montant possible (mise en gage de tous les biens et revenus pendant six ans) avant de bénéficier d'une remise de dettes 

### Étapes
1. Recherche d'un accord amiable
Le débiteur est obligé de recourir à un conseiller ou à un avocat spécialisé dans le domaine du surendettement. Avec lui, il établira un plan de règlement de la dette correspondant à un plan de redressement extra-judiciaire. Si l'un des créanciers refuse ce plan, on constate l'échec de la tentative d'accord amiable.
2. Plan juridique du règlement de la dette
Avant l'ouverture d'une procédure d'insolvabilité privée, le tribunal examine les perspectives d'un plan judiciaire de redressement. Si plus de la moitié des créanciers (calculée par rapport à la part des montants dus) refuse ce plan, on constate l'échec du plan.
3. Insolvabilité privée
Si toutes les tentatives d'aboutir à un règlement avec les créanciers ont échoué, l'insolvabilité privée est déclarée par le tribunal. Après avoir versé les frais de procédure, tous les biens du débiteur sont saisis. Ces procédures sont suivies par un  par un agent fiduciaire qui établit une liste de tous les créanciers, de leurs demandes et administre les revenus du débiteur.
4. Phase de bon comportement et libération du reste de la dette
La phase de bon comportement correspond à une période de six ans, qui commence avec l'ouverture de la procédure. Pendant cette période, tous les revenus saisissables et la moitié de tout héritage doivent être transférés à l'agent fiduciaire. Celui-ci assurera alors le remboursement de la dette au créancier selon un tableau de remboursement.

Après cette période, le débiteur peut demander la libération du reste de ses obligations mais les créanciers peuvent demander le rejet de la libération des obligations, pour des raisons  de : condamnation pour délit d'insolvabilité, fausses déclarations du débiteur sur sa solvabilité pour obtenir un crédit, gaspillage des revenus par le débiteur, violations des devoirs d'information ou faillite 
procédure d'insolvabilité privée menée au cours des 10 dernières années.
Si les créanciers ne déposent pas une demande de rejet ou si les demandes sont injustifiées, le tribunal statue sur la remise des dettes au débiteur et la libération des obligations de remboursement. 
Par conséquent, la dette reste à régler mais le débiteur n'a plus d'obligations de paiement. Tous les engagements de garantie d'une partie tierce conservent leur validité.